# Moitessieria locardi
Moitessieria locardi là một loài ốc cỡ nhỏ nước ngọt có nắp, là động vật thân mềm chân bụng sống dưới nước thuộc họ Moitessieriidae. Đây là loài đặc hữu của Pháp.